# 仁田峠循環自動車道路
仁田峠循環自動車道路（にたとうげじゅんかんじどうしゃどうろ）は、長崎県雲仙市および南島原市の雲仙天草国立公園内にある延長8.2 kmの道路である。仁田峠循環道路とも称される。

## 概要
元は自然公園等内県営公園施設条例にもとづき、長崎県が管理していた有料道路であったが、2009年（平成21年）4月1日に雲仙市に移管され、雲仙市道小浜仁田峠循環線となり無料開放された。
島原半島を一望する道路で、全国的にも珍しく全線にわたり左回りの一方通行となっている。通行可能時間は、4月 - 10月　8:00 - 18:00、11月 - 3月　8:00 - 17:00 となっており、夜間は閉鎖される。
登り口となる入口は、雲仙・普賢岳の南麓にあり、雲仙市小浜町雲仙を通る国道57号上にある入口から順に第二展望所、第一展望所がある。第一展望台がある仁田峠を過ぎると下り道となり、吹越峠で国道389号と合流して終わる。起点・国道57号交点と終点・国道389号交点は、3 km離れた位置関係にある。
以前は雲仙温泉街との間で長崎県交通局の定期バスが運行されていたが、現在は乗合タクシーが1日3往復運行されている（雲仙市乗合タクシー#仁田峠乗合タクシーを参照）。

### 路線データ
- 起点：長崎県雲仙市小浜町雲仙（国道57号交点）
- 終点：長崎県雲仙市小浜町雲仙（国道389号交点）
- 総延長：8.2 km

## 歴史
- 1936年（昭和11年） - 供用開始。
- 1956年（昭和31年） - 全線開通。日本道路公団が管理・運営した最初の道路である。
- 2007年（平成19年） - 5月10日から6月11日までの1ヶ月間、自然公園法制定50周年記念事業として無料開放される。
- 2009年（平成21年）4月1日 - 雲仙市に移管され、無料開放される[3]。

## 路線状況
道路幅は狭く、勾配がきつい急カーブのつづら折れがあるなど線形が悪く一方通行である。冬季閉鎖はないが、夏期間は濃霧、冬期間は路面凍結や積雪で通行止めになることがある。春や秋の観光シーズン、とりわけミヤマキリシマの開花期、紅葉の時期などは、駐車場不足のため大渋滞になることが多く、通行規制やパークアンドライドシステムの導入が検討されている。

## 有料道路時代の通行料金
無料開放後の現在は以下の料金は発生しないが、1台100円程度の協力金の支払いを求められる（支払いは任意）。
| 区分         | 料金    |
| ------------ | ------- |
| 大型バス     | 2,140円 |
| マイクロバス | 1,320円 |
| 普通車       | 770円   |
| 軽自動車     | 660円   |
| 二輪車       | 250円   |

## 地理
もともと雲仙普賢岳の有料の観光道路であったため、ルート上には民家は一軒もない。起点から5 kmほどのところ雲仙の南斜面に出て、視界が大きく開けると、島原湾や対岸の熊本の市街地や阿蘇山が展望できる。さらに約1 km進んだところにある第二展望所は島原市街地や島原湾から有明海まで一望可能で、遠くは九重連山まで望むことができ、北は間近に普賢岳が迫る。普賢岳5合目にあたる仁田峠（標高1,080 m）に第一展望所はあり、眼前に平成新山・普賢岳があり、雲仙温泉街を見下ろす。ここから雲仙ロープウェイで妙見岳へ向かう観光客も多く、5月にはミヤマキリシマが周囲に咲き乱れる。仁田峠を過ぎると道路は谷筋を下っていき、終点にたどり着く。

### 通過する自治体
- 雲仙市
- 南島原市
- 雲仙市

### 交差する道路
| 交差する道路 | 交差する場所 | 交差する場所 |
| ------------ | ------------ | ------------ |
| 国道57号     | 小浜町雲仙   | 起点         |
| 国道389号    | 小浜町雲仙   | 終点         |

### 沿線
- 雲仙
  - 普賢岳
- 雲仙ロープウェイ